# Allohelea nebulosa
Allohelea nebulosa är en tvåvingeart som först beskrevs av Daniel William Coquillett 1901.  Allohelea nebulosa ingår i släktet Allohelea och familjen svidknott. Inga underarter finns listade i Catalogue of Life.